# Xã Warner, Michigan
Xã Warner (tiếng Anh: Warner Township) là một xã thuộc quận Antrim, tiểu bang Michigan, Hoa Kỳ. Năm 2010, dân số của xã này là 416 người.